# Peristrophe
- Commons
- Wikispecies

Peristrophe Nees, segundo o Sistema APG II, é um género botânico pertencente à família Acanthaceae.
Plantas de flores geralmente rosas, originárias das regiões tropicais e austrais da África, de Madagascar, da Índia e sudoeste da Ásia.

## Sinonímia
- Psiloesthes Benoist
- Ramusia Nees

## Espécies
- Peristrophe aculeata
- Peristrophe acuminata
- Peristrophe albiflora
- Peristrophe angolensis
- Peristrophe angustifolia
- «Lista das espécies»

## Nome e referências
Peristrophe C.G.D. Nees em Wallich, 1832

## Classificação do gênero
| Sistema | Classificação                       | Referência            |
| ------- | ----------------------------------- | --------------------- |
| APG II  | Ordem Lamiales, família Acanthaceae | APweb, versão 9, 2008 |